# 奥列格·巴克拉诺夫
奥列格·德米特里耶维奇·巴克拉诺夫（1932年3月17日—2021年7月28日），曾任苏联国防委员会第一副主席、苏共中央书记处书记，“八一九事件”的领导人之一。

## 生平
1932年，出生。
1948年，为哈尔科夫仪器制造厂装配工。
1962年，为哈尔科夫仪器制造厂副总工程师。
1963年，为哈尔科夫仪器制造厂总工程师。
1983年，任苏联通用机器制造部部长。
1988年，为苏共中央书记处书记，主管军工综合体工作。
1991年，任苏联总统国防委员会副主席。8月，为国家紧急状态委员会领导人之一被逮捕。
1994年，大赦出狱。
2021年，去世，成为最后一位去世的国家紧急状态委员会组成人员。